# Streitkräfte Pakistans
Die Streitkräfte Pakistans (Urdu پاک عسکری Paki Askeri) sind das Militär von Pakistan. Pakistan arbeitet militärisch eng mit der Volksrepublik China zusammen und ist faktisch eine Atommacht. Durch die Teilung des indischen Subkontinents entstanden die Staaten Indien und die Islamische Republik Pakistan. Der Beitritt Kaschmirs zu Indien führte zum Ersten Indisch-Pakistanischen-Krieg (1947 bis 1949). Seitdem schwelt in der Grenzregion der Kaschmir-Konflikt, der 1965 auch Ursache für den Zweiten Indisch-Pakistanischen Krieg war. Grenzstreitigkeiten führten auch 1999 zum Kargil-Krieg. Seit der Unabhängigkeit war das pakistanische Militär oft an Putschen beteiligt.

## Budget
Der pakistanische Verteidigungshaushalt lag 2023 mit 8,5 Milliarden US-Dollar weit unter dem der Nachbarstaaten Indien (83,6 Milliarden) und China (296 Milliarden). Nach Berichten der US-Zeitung New York Times im Dezember 2007 erhielt Pakistan von den USA Militärhilfe im Umfang von jährlich rund 5,3 Milliarden US-Dollar für den Anti-Terrorkampf an der Grenze zu Afghanistan. Seit 2001 hat Pakistan etwa zehn Milliarden Dollar Unterstützung von den USA erhalten. Ein Großteil der Gelder soll auch für die Entwicklung neuer Waffensysteme verwendet worden sein. 2018 wurde die Militärhilfe in Höhe von 300 Millionen Dollar von den USA gestrichen, da Pakistan zu wenig zum Antiterrorkampf beitrage.
Weitere Hilfsgelder und Investitionen in die pakistanische Rüstungsindustrie kommen aus Saudi-Arabien, weitgehend gesichert ist eine Beteiligung von Saudi-Arabien, das Pakistans Atom-Programm „zu einem nicht unerheblichen Teil finanziert hat“, inoffiziell wird von 50 Prozent gesprochen.
Um im Rüstungswettlauf mit dem größeren Indien zu bestehen, wurde hochqualifiziertes und kampferfahrenes pakistanisches Militärpersonal über Jahrzehnte an reiche Staaten wie Saudi-Arabien und die V.A.E vermietet.
Pakistans Streitkräfte unterhalten ein Netz aus Stiftungen, die den Kern des wirtschaftlich-militärischen Komplexes (military business=milbus) ausmachen. Hierzu gehören die Fauji Foundation, die Shaheen Foundation, die Bahria Foundation und der Army Welfare Trust. Die Stiftungen werden nicht vom Verteidigungsministerium oder vom Parlament kontrolliert. Sie genießen eine Reihe steuerlicher Vergünstigungen und Subventionen und profitieren bei ihren wirtschaftlichen Aktivitäten von der Nähe zur Politik. Die Armee ist einer der größten Landbesitzer, der größte Arbeitgeber und der größte Transportunternehmer des Landes. Offiziere erhielten früher bei ihrem Ausscheiden aus dem Dienst ein Stück Land, heute geschieht dies bereits nach Beförderungen. Nach Schätzungen kontrollierte die Armee im Jahr 2013 11, 6 Millionen Acres Land. Zudem können die Streitkräfte als einzige staatliche Institution das von ihnen kontrollierte Land in Privateigentum ihrer Mitglieder umwandeln. Da die Armee über die Nutzung des Landes selbst entscheidet, kommt es immer wieder zu Konflikten und zu Vertreibungen von Bauern. Viele Offiziere haben ihre Grundstücke auch an lokale Großgrundbesitzer verkauft, was deren gemeinsame Interessen mit der Armee stärkt. Weil das Parlament kein Mitspracherecht über das Militärbudget hat, ist das System hochgradig intransparent.

## Aufbau und Führung
Die pakistanische Armee teilt sich in die drei klassischen Teilstreitkräfte auf, das Heer mit rund 560.000 Mann, die Luftstreitkräfte mit 70.000 Soldaten, die Marine und Küstenwache mit einer Mannstärke von 30.000 (Stand: 2022). Eine weitere 1999 von Pervez Musharraf eingeführte Teilstreitkraft ist das strategische Nuklearkommando, die National Command Authority (NCA). Die Zahl der aktiven Soldaten beträgt 660.000. Dazu kommen 550.000 Reservisten und rund 291.000 Mann in paramilitärischen Einheiten. Es handelt sich um eine reine Freiwilligenarmee, eine Wehrpflicht besteht nicht.
Einer der drei großen Geheimdienste Pakistans ist die dem pakistanischen Militär unterstellte Military Intelligence (MI). Ihre Hauptaufgaben sind die Spionageabwehr und die Überwachung potenzieller Staatsfeinde. Auch die Inter-Services Intelligence steht weitgehend unter der Kontrolle der Streitkräfte.
Pakistan wurde 2004 von den USA unter der Regierung von George W. Bush in die Liste ihrer wichtigsten Verbündeten außerhalb der NATO aufgenommen. Damit bekam das Land bevorzugten Zugang zu ausgewählten amerikanischen Rüstungsprogrammen.

### Vorsitzende der Vereinigten Stabschefs
Der Vorsitzende der Vereinigten Stabschefs (Chairman Joint Chiefs of Staff Committee) ist de facto der Oberbefehlshaber der Streitkräfte Pakistans. Dem Ausschuss der Vereinigten Stabschefs gehören neben ihm auch die Chefs der Generalstäbe von Heer (Chief of Army Staff), Luftwaffe (Chief of Air Staff) und Marine (Chief of Naval Staff) an. Bisherige Amtsinhaber waren:

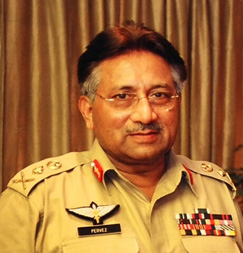
Pervez Musharraf, faktisch lange Zeit der Oberbefehlshaber der Streitkräfte

| Nr. | Amtsinhaber                          | Beginn der Amtszeit | Ende der Amtszeit |
| --- | ------------------------------------ | ------------------- | ----------------- |
| 1   | General Muhammad Shariff             | 1. März 1976        | 13. April 1978    |
| 2   | Admiral Mohammad Shariff             | 13. April 1978      | 13. April 1980    |
| 3   | General Muhammad Iqbal Khan          | 13. April 1980      | 22. März 1984     |
| 4   | General Rahimuddin Khan              | 22. März 1984       | 29. März 1987     |
| 5   | General Akhtar Abdur Rahman          | 29. März 1987       | 17. August 1988   |
| 6   | Admiral Iftikhar Ahmed Sirohey       | 10. November 1988   | 17. August 1991   |
| 7   | General Shamim Alam Khan             | 17. August 1991     | 9. November 1994  |
| 8   | Air Chief Marshal Farooq Feroze Khan | 9. November 1994    | 9. November 1997  |
| 9   | General Jehangir Karamat             | 9. November 1997    | 7. Oktober 1998   |
| 10  | General Pervez Musharraf             | 7. Oktober 1998     | 7. Oktober 2001   |
| 11  | General Muhammad Aziz Khan           | 7. Oktober 2001     | 6. Oktober 2004   |
| 12  | General Ehsan ul Haq                 | 6. Oktober 2004     | 7. Oktober 2007   |
| 13  | General Tariq Majeed                 | 8. Oktober 2007     | 7. Oktober 2010   |
| 14  | General Khalid Shameem Wayne         | 8. Oktober 2010     | 7. Oktober 2013   |
| 15  | General Rashid Mehmood               | 28. November 2013   | 28. November 2016 |
| 16  | General Zubair Mahmood Hayat         | 28. November 2016   | 27. November 2019 |
| 17  | General Nadeem Raza                  | 28. November 2019   | 27. November 2022 |
| 18  | General Sahir Shamshad Mirza         | 27. November 2022   | amtierend         |

## Einsätze
Seit ihrer Gründung im Jahre 1947 waren die Streitkräfte in einer Reihe von Auseinandersetzungen im Einsatz:
- Erster Indisch-Pakistanischer Krieg (1947–1949)
- Zweiter Indisch-Pakistanischer Krieg (1965)
- Bangladesch-Krieg (1971)
- Kargil-Krieg (1999)
- Krieg in Afghanistan (2001)
- Belutschistankonflikt (1947, 1955, 1958–1969, 1973–1977, 1994 bis heute) Seit 2000 Kämpfe mit der „Balochistan Liberation Army“, einer militanten Untergrundbewegung die auch auf Mittel wie Bombenanschläge und Geiselnahmen zurückgreift, deswegen wird sie von der pakistanischen, chinesischen und britischen Regierung als terroristische Vereinigung eingestuft.[16]
- Seit 2002 kommt es immer wieder zu Gefechten zwischen den Streitkräften und den Taliban nahestehenden Gruppierungen an der Grenze zu Afghanistan. So wurden zum Beispiel am 24. Januar 2008 bei schweren Gefechten nach Armeeangaben mindestens 90 islamistische Aufständische und acht Soldaten getötet.[17]
- Konflikte in Wasiristan und im Swat–Tal: In mehreren Stammesgebieten im Nordwesten des Landes kam und kommt es immer wieder zu Kämpfen mit islamischen Fundamentalisten und Taliban, das pakistanische Gesetz und der Staat sind in den betroffenen Gebieten kaum oder gar nicht vorhanden. Im Juni 2009 kündigte die pakistanische Armee an, ihre Offensive in den Stammesgebieten von Waziristan zu verstärken und die Taliban, die von dort aus agieren, zu bremsen.[18]

### Friedensmissionen
Abgeschlossen:
- United Nations Operation in Somalia II (UNOSOM II) (1993–1995), siehe auch: Schlacht von Mogadischu
- Mission der Vereinten Nationen in Burundi (ONUB) mit bis zu 1190 Soldaten (2004–2006)
- Operation der Vereinten Nationen an der Elfenbeinküste (UNOCI) mit 374 Soldaten, davon 10 Beobachter (2004–2017)
- United Nations Mission in Liberia (UNMIL) mit 2749 Soldaten, davon 16 Beobachter (2003–2017)
- United Nations Mission in Sierra Leone (UNAMSIL) mit 1267 Soldaten, darunter 8 Beobachter (1999–2005)

Laufende Missionen:
- United Nations Peacekeeping Force in Cyprus (UNFICYP) mit 3 Beobachtern
- United Nations Multidimensional Integrated Stabilization Mission in the Central African Republic (MINUSCA) mit 1310 Soldaten (seit 2014)
- Mission de l’Organisation des Nations Unies en République Démocratique du Congo (MONUSCO) mit 1974 Soldaten (seit 1999)
- United Nations Multidimensional Integrated Stabilization Mission in Mali (MINUSMA) mit 221 Soldaten
- United Nations Support Office in Somalia (UNSOS) mit 1 Beobachter
- United Nations Mission in the Republic of South Sudan (UNMISS) mit 286 Soldaten
- United Nations Interim Security Force for Abyei (UNISFA) mit 583 Soldaten
- Mission des Nations Unies pour l’organisation d’un référendum au Sahara occidental (MINURSO) mit 13 Beobachtern
- Combined Maritime Forces mit einer Fregatte

## Teilstreitkräfte

### Heer

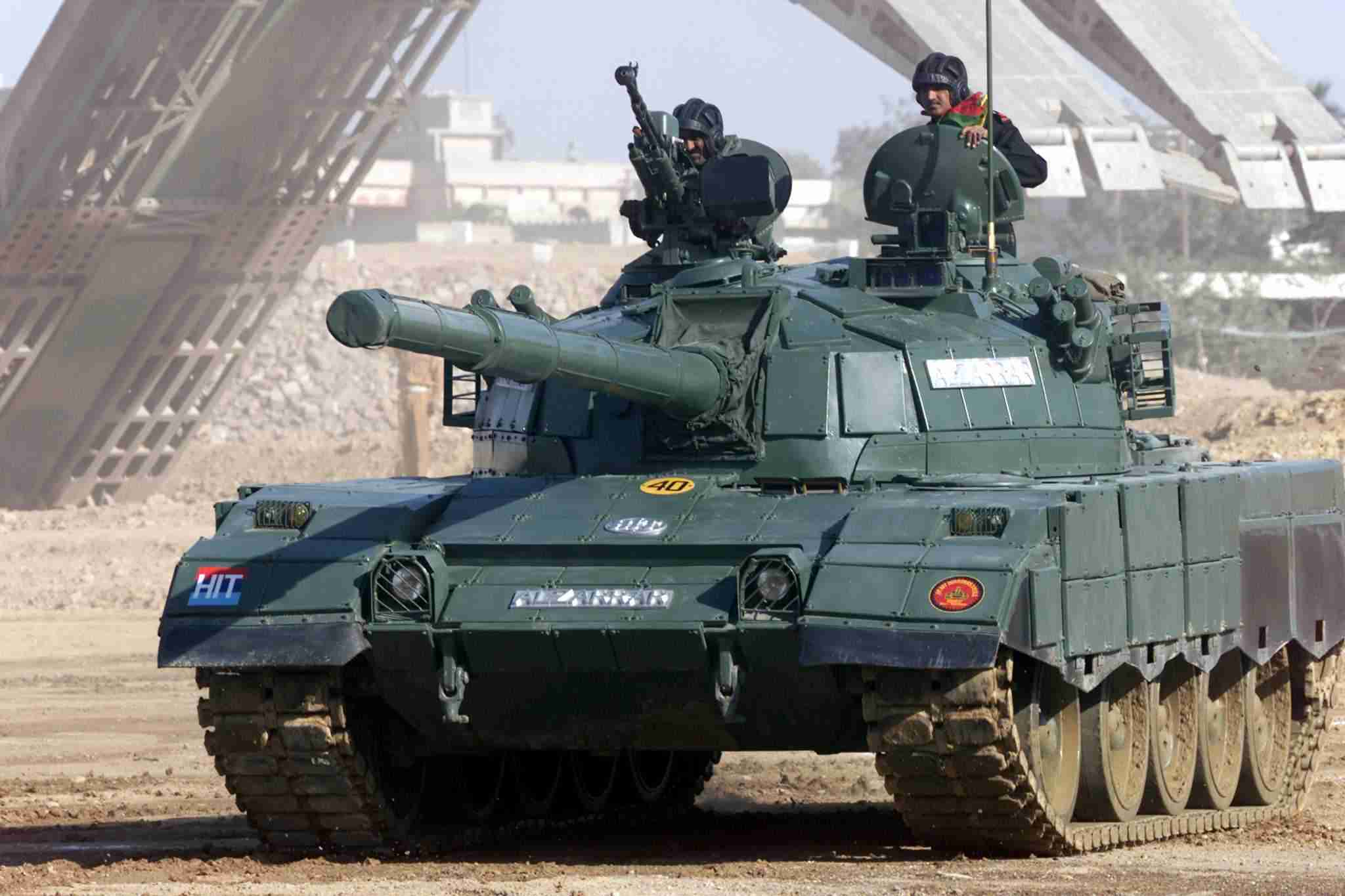
Das Rückgrat des pakistanischen Heeres: der Al-Zarrar-Panzer

Das pakistanische Heer besitzt rund 2537 Kampfpanzer. Neben 2300 Transportpanzern des Typs M113 teils aus Lizenzproduktion kann die Armee außerdem auf knapp 4600 Feldgeschütze und Haubitzen aus amerikanischer und chinesischer Produktion zurückgreifen.

#### Chef des Stabes des Heeres
Der Chef des Stabes des Heeres (Chief of Army Staff) ist der ranghöchste Offizier des Heeres. Bisherige Amtsinhaber waren:
| Nr. | Amtsinhaber                        | Beginn der Amtszeit | Ende der Amtszeit |
| --- | ---------------------------------- | ------------------- | ----------------- |
| 1   | General Sir Frank Messervy         | 15. August 1947     | 10. Februar 1948  |
| 2   | General Sir Douglas Gracey         | 11. Februar 1948    | 16. Januar 1951   |
| 3   | Field Marshal Muhammad Ayub Khan   | 16. Januar 1951     | 26. Oktober 1958  |
| 4   | General Muhammad Musa Khan         | 27. Oktober 1958    | 17. Juni 1966     |
| 5   | General Agha Muhammad Yahya Khan   | 18. Juni 1966       | 20. Dezember 1971 |
| 6   | Lieutenant General Gul Hassan Khan | 20. Dezember 1971   | 3. März 1972      |
| 7   | General Tikka Khan                 | 3. März 1972        | 1. März 1976      |
| 8   | General Mohammed Zia-ul-Haq        | 1. März 1976        | 17. August 1988   |
| 9   | General Mirza Aslam Beg            | 17. August 1988     | 16. August 1991   |
| 10  | General Asif Nawaz Janjua          | 16. August 1991     | 8. Januar 1993    |
| 11  | General Abdul Waheed Kakar         | 11. Januar 1993     | 12. Januar 1996   |
| 12  | General Jehangir Karamat           | 12. Januar 1996     | 6. Oktober 1998   |
| 13  | General Pervez Musharraf           | 6. Oktober 1998     | 28. November 2007 |
| 14  | General Ashfaq Parvez Kayani       | 29. November 2007   | 28. November 2013 |
| 15  | General Raheel Sharif              | 29. November 2013   | 28. November 2016 |
| 16  | General Qamar Javed Bajwa          | 29. November 2016   | 29. November 2022 |
| 17  | General Asim Muneer Ahmad          | 29. November 2022   | Amtierend         |

### Luftstreitkräfte

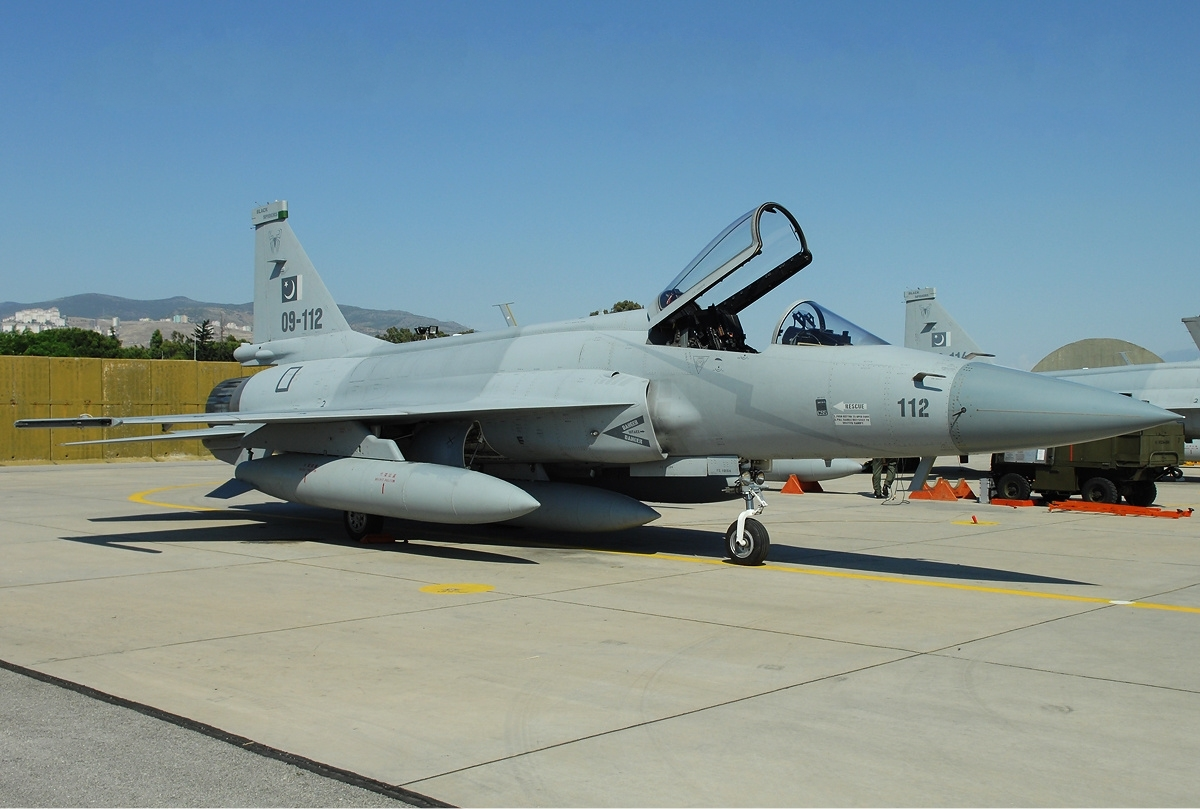
JF-17 der Luftstreitkräfte

Die pakistanischen Luftstreitkräfte verfügten im Jahr 2023 über 477 Kampfflugzeuge, 11 Flugzeuge für Spezialmissionen, 4 Tankflugzeuge, 34 Transportflugzeuge, 275 Schulflugzeuge und 42 Hubschrauber.
Bei dem JF-17-Projekt arbeitet Pakistan eng mit der Volksrepublik China zusammen. Die Serienproduktion in Pakistan begann 2007 im Pakistan Aeronautical Complex (PAC).
In der Luftwaffe versehen auch Frauen Dienst an der Waffe. Im Jahr 2006 wurden erstmals vier Pilotinnen in den Dienst der Streitkräfte übernommen, 2013 kamen 24 Fallschirmjägerinnen hinzu.

### Marine

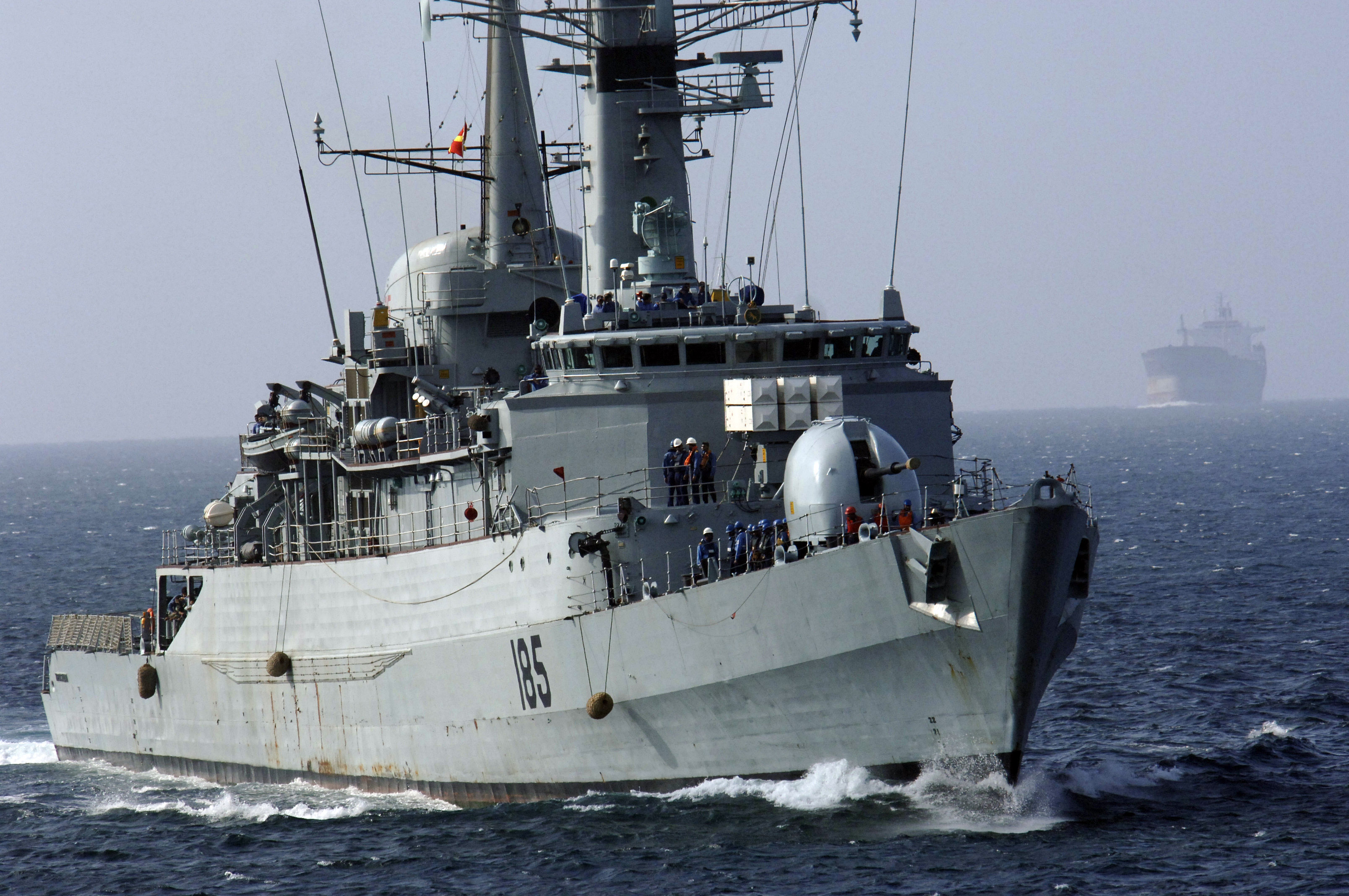
Der Zerstörer PNS Tippu Sultan (D 185), benannt nach Tipu Sultan

Die konventionellen Seestreitkräfte Pakistans umfassen acht Fregatten, acht U-Boote (darunter zwei der französischen Agosta-90B- und zwei der Agosta-70-Klasse, ausgerüstet mit Seezielflugkörper AGM-84 Harpoon),  20 Patrouillenboote, 3 Minenabwehrschiffe, 8 Landungsschiffe, 11 Flugzeuge und 33 Hubschrauber.
Die Einrichtungen der pakistanischen Marine werden Pakistan Naval Station (PNS) genannt, werden also mit derselben Abkürzung bezeichnet wie die Schiffe (Pakistan Naval Ship, PNS).

### Nuklearstreitkräfte
Die taktischen Nuklearstreitkräfte wurden 1999 von Musharraf eingeführt und unterstehen dem Präsidenten direkt. Pakistan hat den Atomwaffensperrvertrag nicht unterzeichnet. Seit 1998 besitzt es Atomwaffen. Das Arsenal wird auf 100–120 Sprengköpfe geschätzt, die Strategic Plans Division (SPD), die die Nuklearstreitkräfte kommandiert, hat jedoch nie eine Stellungnahme hierzu abgegeben.
Pakistan testete im August 2005 erfolgreich den Marschflugkörper vom Typ Hatf VII Babur. Die pakistanischen Streitkräfte folgen der pakistanischen Nukleardoktrin, die einen Erstschlag beinhaltet.
Bekannte taktische Waffensysteme und Trägersysteme im Besitz des pakistanischen Nuklearkommandos:
- Abdali-I (nukleare und konventionelle Kurzstreckenrakete, Reichweite: 200 km)
- Ghaznavi (nukleare und konventionelle Kurzstreckenrakete, Reichweite: 290 km)
- Dong Feng 11 (nukleare und konventionelle, chinesische Kurzstreckenrakete, Reichweite: 350 km)
- Ghauri-I (nukleare und konventionelle Mittelstreckenrakete, Reichweite: 1800 km)
- Ghauri-II (nukleare und konventionelle Mittelstreckenrakete, Reichweite: 2300 km, auch exportiert an die Streitkräfte Saudi-Arabiens)
- Ghauri-III (nukleare und konventionelle Langstreckenrakete, Reichweite: 4000 km, Entwicklung eingestellt)
- Shaheen-I (Kurzstreckenrakete, Reichweite: 750 km)
- Shaheen-II (nukleare und konventionelle Mittelstreckenrakete, Reichweite: 2500 km, erreicht über Mach 10 bzw. circa 12580 km/h und kann mit einem bis zu 1000 kg schweren Sprengkopf bestückt werden)
- Ababeel (nukleare und konventionelle MIRV-fähige Mittelstreckenrakete, Reichweite: 2200 km)
- Hatf 5 (nukleare Mittelstreckenrakete, Reichweite 1300 km)
- Hatf VII Babur (Marschflugkörper)
- Ra'ad (Marschflugkörper speziell für Kampfflugzeuge)

## Geschichte
Die pakistanischen Streitkräfte entstanden aus der Teilung der Streitkräfte Britisch-Indiens nach der Teilung des ehemaligen Kolonialreichs in die beiden souveränen Staaten Indien und Pakistan. Von 420.000 Soldaten der britisch geführten Kolonialstreitkräfte optierten rund 150.000 für Pakistan. Ebenso lagen die meisten militärischen Einrichtungen der Kolonialarmee in indischem Territorium. Die Rekruten für die pakistanische Armee waren in der Regel Muslime aus dem Punjab, Beludschistan oder Paschtunen. Die Streitkräfte wurden im Zuge des Kaschmirkriegs 1947–1949 massiv ausgebaut. Die vormaligen Pläne der britischen Verwaltung, die Hälfte der Streitkräfte zu demobilisieren, wurde deswegen verlassen. In den ersten Jahren der Streitkräfte dienten bis zu 500 britische Offiziere in Pakistan. Ab 1950 begann die pakistanische Regierung, diese durch einheimische Offiziere zu ersetzen. Der spätere Präsident Muhammad Ayub Khan wurde 1951 erster einheimischer Oberbefehlshaber des pakistanischen Militärs.
Während der 1950er verfolgte die pakistanische Führung das Ziel einer numerischen Parität mit den indischen Streitkräften herzustellen. Mitte der 50er standen 300.000 bis 500.000 indischen Soldaten ein pakistanisches Militär mit 200.000 bis 400.000 Mann gegenüber. Die pakistanische Armee konnte ihre Panzerkräfte von 130 Panzern 1950 auf 900 Panzer 1956 aufstocken und in diesem Bereich mit Indien gleichziehen. Bezüglich der Marine und Luftwaffe blieb Indien aber zahlenmäßig überlegen.
Durch die zunehmende Militarisierung des Staates gewann die Armee mehr und mehr an Macht gegenüber dem zivilen politischen Establishment. 1958 wurde Muhammad Ayub Khan durch den Präsidenten Iskander Mirza am 8. Oktober als oberster Verwalter im Rahmen des Kriegsrechts eingesetzt. Ayyub Khan wurde im Lauf des Jahres zum einzigen Feldmarschall des Landes ernannt. Seine Herrschaft als Militärdiktator wurde 1960 in einer Wahl ohne Gegenkandidat formalisiert, die ihn zum Präsidenten des Staates machte. Während Khans Herrschaft wurden ehemalige Militärs in zahlreiche Posten in der Staatsbürokratie, der Wirtschaft und den Medien befördert. Im Zuge dieser personellen Verflechtungen erlangte das Militär die Rolle der dominierenden Macht im Staat. Prestigeprojekte wie der Bau der neuen Hauptstadt Islamabad wurden direkt Generälen im Dienst unterstellt.
Am 5. März 1959 schloss Pakistan ein umfassendes Militärhilfeabkommen mit den Vereinigten Staaten ab. Neben Materiallieferungen umfasste das Abkommen auch die Entsendungen von militärischen und zivilen Beratern. Im Gegenzug erhielt die USA das Recht eine Militärbasis zur nachrichtendienstlichen Nutzung gegen die UdSSR in Peschawar zu betreiben. Ebenso starteten Aufklärungsflüge von pakistanischem Territorium aus. Die Affäre um den abgeschossenen Piloten Francis Gary Powers, der von Pakistan aus gestartet war, sorgte für politischen Unmut innerhalb des Militärs und der Bevölkerung.
Von 1973 bis 1977 kämpfte die Armee gegen rund 50.000 bewaffnete Rebellen in Belutschistan. Armee und Luftwaffe zerstörten vereinzelt auch Siedlungen. Im Rahmen von rund 200 größeren bewaffneten Auseinandersetzungen kamen mehrere zehntausend Menschen ums Leben. Das pakistanische Militär wurde dabei von der iranischen Luftwaffe mit Piloten und Flugzeugen unterstützt. Als Gegengewicht zur Armee gründete Präsident Zulfiqar Ali Bhutto die Federal Security Forces die zusammen mit der Miliz seiner Partei den zivilen Politikern ein innenpolitisches Gegengewicht gegenüber der Militärführung verschaffen sollten (siehe Operation Fair Play).
Während des Militärregimes von Mohammed Zia ul-Haq konnte das Militär seine dominierende politische und soziale Rolle wieder festigen. Militärangehörige und deren Familien wurden beim Verkauf von Land, medizinischen Dienstleistungen, Beschäftigung in öffentlichen Ämtern und Unternehmen bevorzugt. Zia führte eine Zehn-Prozent-Quote für Militärs im öffentlichen Dienst ein. Deshalb besetzen aktive und pensionierte Militärs zahlreiche Führungspositionen in öffentlichen Einrichtungen wie Post, Elektrizitätsversorgung, Luftfahrt-, Telekommunikations- und Infrastrukturunternehmen sowie Botschafterposten. Ebenso wurde der Sold, auch bei den unteren Rängen deutlich erhöht. Das Militär selbst wurde mit Hilfe der USA im Rahmen des Afghanistankrieges modernisiert. 1981–1987 erhielt das Land 3,2 Milliarden US-Dollar an militärischer und ziviler Hilfe durch die USA. Ebenso forcierte Zia die nuklearen Rüstungsbestrebungen des Landes. Laut dem Chef des Atomprogramms Abdul Kadir Khan standen 1985 alle Mittel bereit, um einen erfolgreichen Atomtest durchzuführen. Zia selbst bestätigte 1987 in einem öffentlichen Interview mit dem US-Magazin Time, dass Pakistan jederzeit eine Nuklearwaffe herstellen könne.
1998 zündeten die pakistanischen Streitkräfte unterirdisch sechs Nuklearwaffen. Dies erfolgte als Reaktion auf fünf indische Tests in diesem Jahr. Umfragen über die Zustimmung der Tests, um sich auch für den ersten indischen Test von 1974 zu revanchieren, schwankten zwischen rund 60 % und 97 % Zustimmung.
In drei Teilstreitkräften des pakistanischen Militärs dienen auch Frauen.

## Kritik
Das pakistanische Militär steht in der Kritik, ein „Staat im Staate“ zu sein, in der Geschichte des Landes kam es zu mehreren Staatsstreichen.
In Pakistan halten die Streitkräfte nicht nur die politische Macht in Händen. Die Spitzenmilitärs kontrollieren auch große Teile der Wirtschaft, so kontrollieren sie zahllose Unternehmen, sind einer der größten Landeigner und haben ihre Offiziere in den wichtigsten gesellschaftlichen Institutionen untergebracht. Daher sind auch die Pensionen für Militärs fünfmal so hoch wie die von Zivilpersonen.
Auch direkte Korruption gilt als weit verbreitet innerhalb des Militärs. 2006 trug ein Anwalt vor dem Obersten Gericht in Lahore eine Liste mit Beschuldigungen gegen diverse Spitzenmilitärs vor, darunter auch Musharraf, jedoch traute sich das Gericht wegen erheblichen Drucks des Militärs nicht, die Petition anzunehmen oder eine Anhörung dazu einzuberufen.